# Johann Heinrich Horstmann

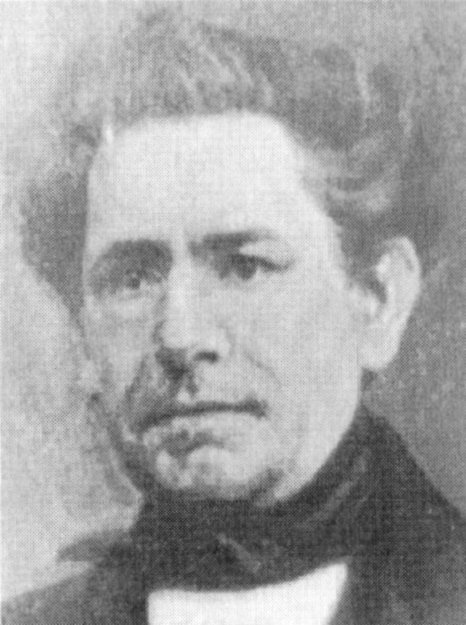
Johann Heinrich Horstmann

Johann Heinrich Horstmann (* 20. November 1795 in Hattingen; † 25. Juni 1860 in Essen) war ein deutscher Kommunalpolitiker und Bürgermeister der Stadt Essen.

## Leben
Der Land- und Gerichtssekretär Johann Heinrich Horstmann wurde am 23. Juli 1847 zum Bürgermeister der Stadt Essen gewählt. Der Amtsantritt folgte am 1. Oktober 1847. Er war Mitglied einer Gruppe im Rat der Stadt Essen, die in Opposition zu seinem Amtsvorgänger Bertram Pfeiffer stand. Mit Ablauf des 30. Septembers 1858 legte Horstmann sein Amt aus persönlichen Gründen nieder.
Bis zum Amtsantritt des neugewählten Bürgermeisters Ernst Heinrich Lindemann am 28. April 1859 übernahm der Beigeordnete der Stadt Essen, Heinrich Theodor Sölling, kommissarisch die Amtsgeschäfte.
Johann Heinrich Horstmann wurde zunächst auf dem Friedhof am Kettwiger Tor beigesetzt. Nach dessen Schließung 1955 wurde das Grab auf den Ostfriedhof Essen verlegt.